# Vitræ
Vitré (en gal·ló Vitræ i en bretó Gwitreg) és un municipi francès situat al departament d'Ille i Vilaine i a la regió de Bretanya. L'any 2006 tenia 16.153 habitants, i és el centre d'una àrea metropolitana de 25.000 habitants. Limita al nord-oest amb Montreuil-sous-Pérouse, al nord amb Balazé, al nord-est amb Saint-M'Hervé a l'oest amb Pocé-les-Bois, a l'est amb Erbrée, a l'oest amb Torcé, al sud amb Étrelles i al sud-est amb Argentré-du-Plessis
A l'inici del curs 2007 l'1,1% dels alumnes del municipi eren matriculats a la primària bilingüe.

## Economia
Una part de la població està ocupada al sector serveis (52,1% de la població activa). Al sector industrial cal destacar la fabricació tèxtil i alimentària, especialment la Société Vitréenne d'Abattage (SVA – Viande Jean Rozé). Només l'1,3% de la població activa es dedica a l'agricultura. El municipi es troba enmig de la cruïlla de carreteres que duu de París a les platges bretones.

## Administració
| Període | Identitat          | Partit |
| ------- | ------------------ | ------ |
| 1977-   | Pierre Méhaignerie | UMP    |

## Demografia

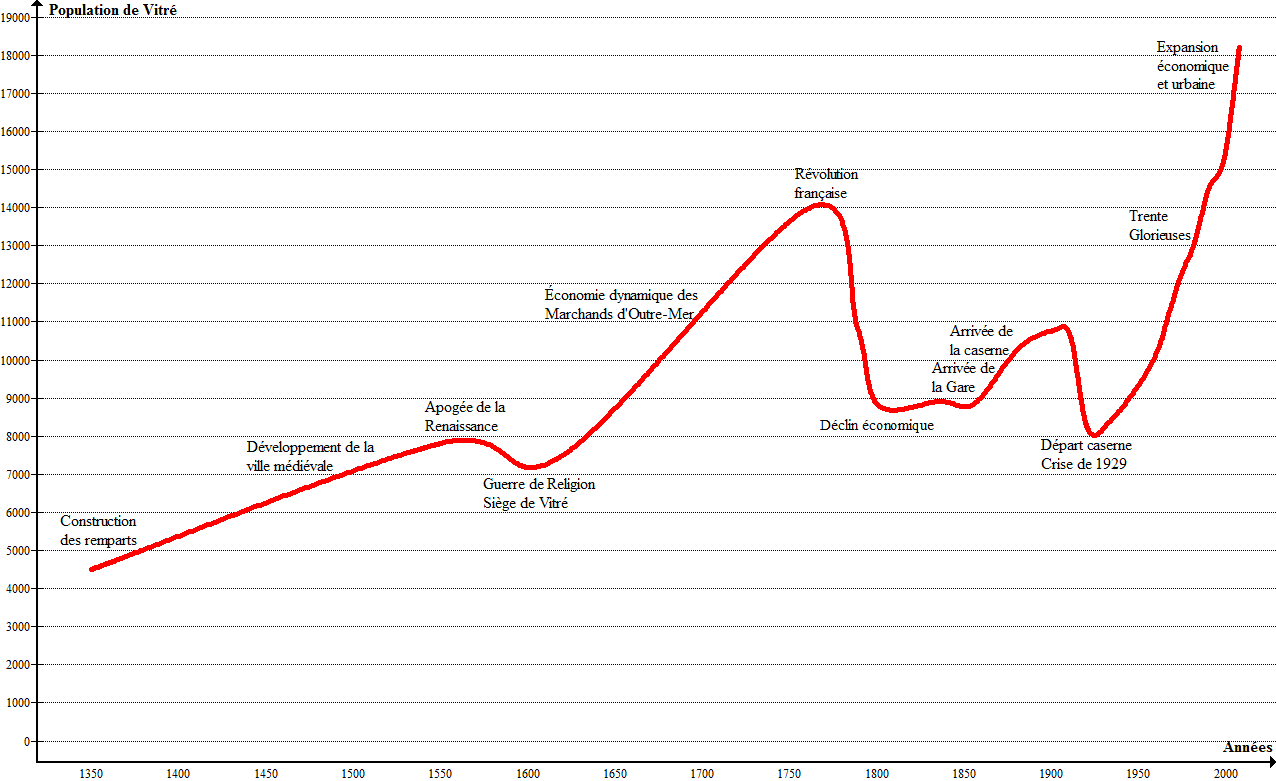
Població de Vitré entre els segles XIII i XXI

| VITRÉ | s.XIV} | s.XVI  | 1620   | 1762    | 1789   | 1800  | 1836  | 1856  | 1881   | 1901   | 1911   | 1921  | 1936  | 1954  | 1962   | 1968   | 1975   | 1982   | 1990   | 1999   | 2006   |
| --- | ------ | ------ | ------ | ------- | ------ | ----- | ----- | ----- | ------ | ------ | ------ | ----- | ----- | ----- | ------ | ------ | ------ | ------ | ------ | ------ | ------ |
| Població | 4 500* | 7 800* | 7 500* | 14 000* | 10 850 | 8 809 | 8 901 | 8 854 | 10 314 | 10 775 | 10 613 | 8 154 | 8 506 | 9 611 | 10 380 | 11 343 | 12 322 | 13 046 | 14 488 | 15 313 | 16 156 |
| * Estimacions Fonts: INSEE et « Vitré » de ROBERT-GUÉDON D., LE GOFF D. et BORDILLON H. des Éditions Ouest-France |        |        |        |         |        |       |       |       |        |        |        |       |       |       |        |        |        |        |        |        |        |

## Personatges il·lustres
- Artur Lemoyne de La Borderie, historiador
- Bertrand d'Argentré, historiador
- Morvan Marchal, nacionalista bretó

## Agermanaments
- la Vila Joiosa (Marina Baixa)

## Galeria d'imatges

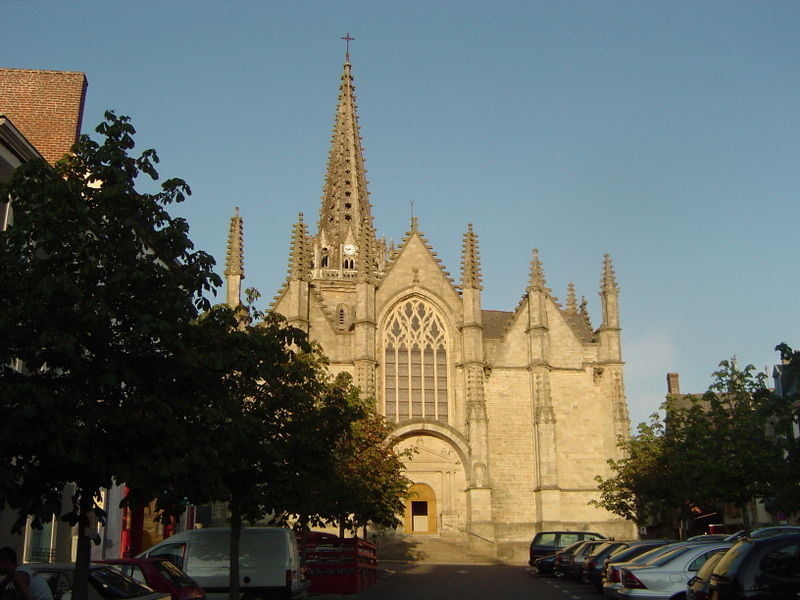
Església de Nôtre-Dame
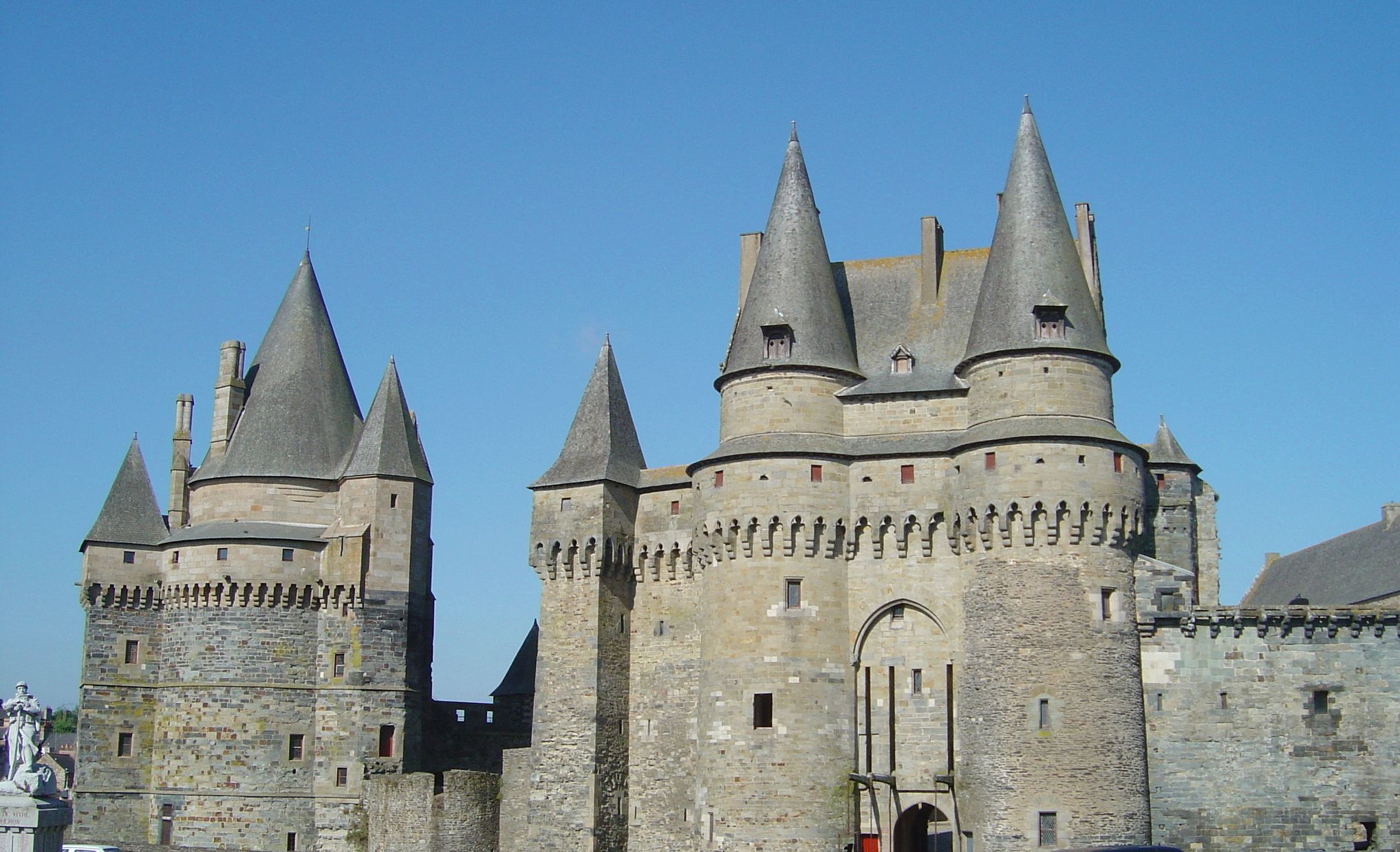
Castell de Vitré
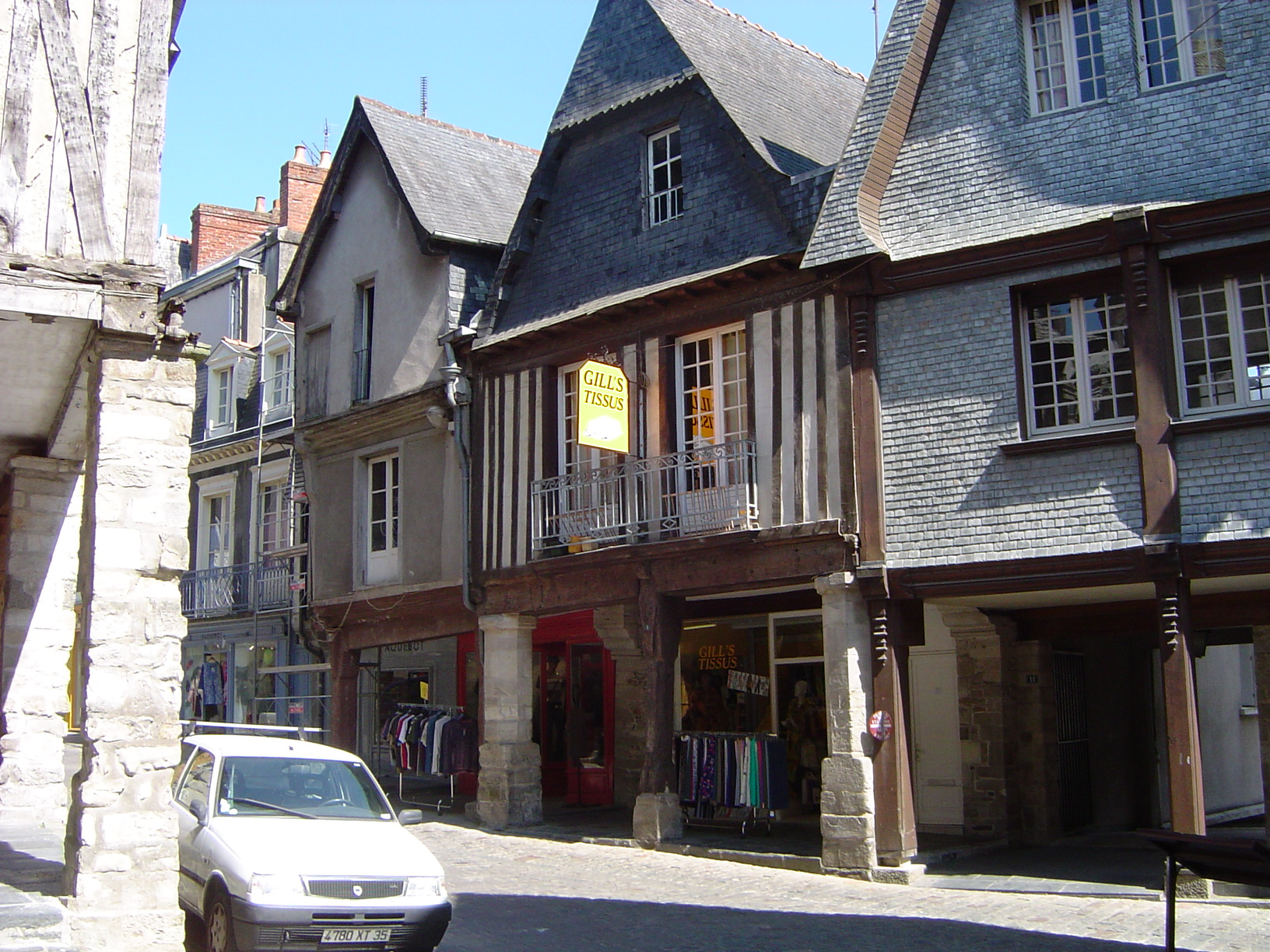
Rue de la Poterie
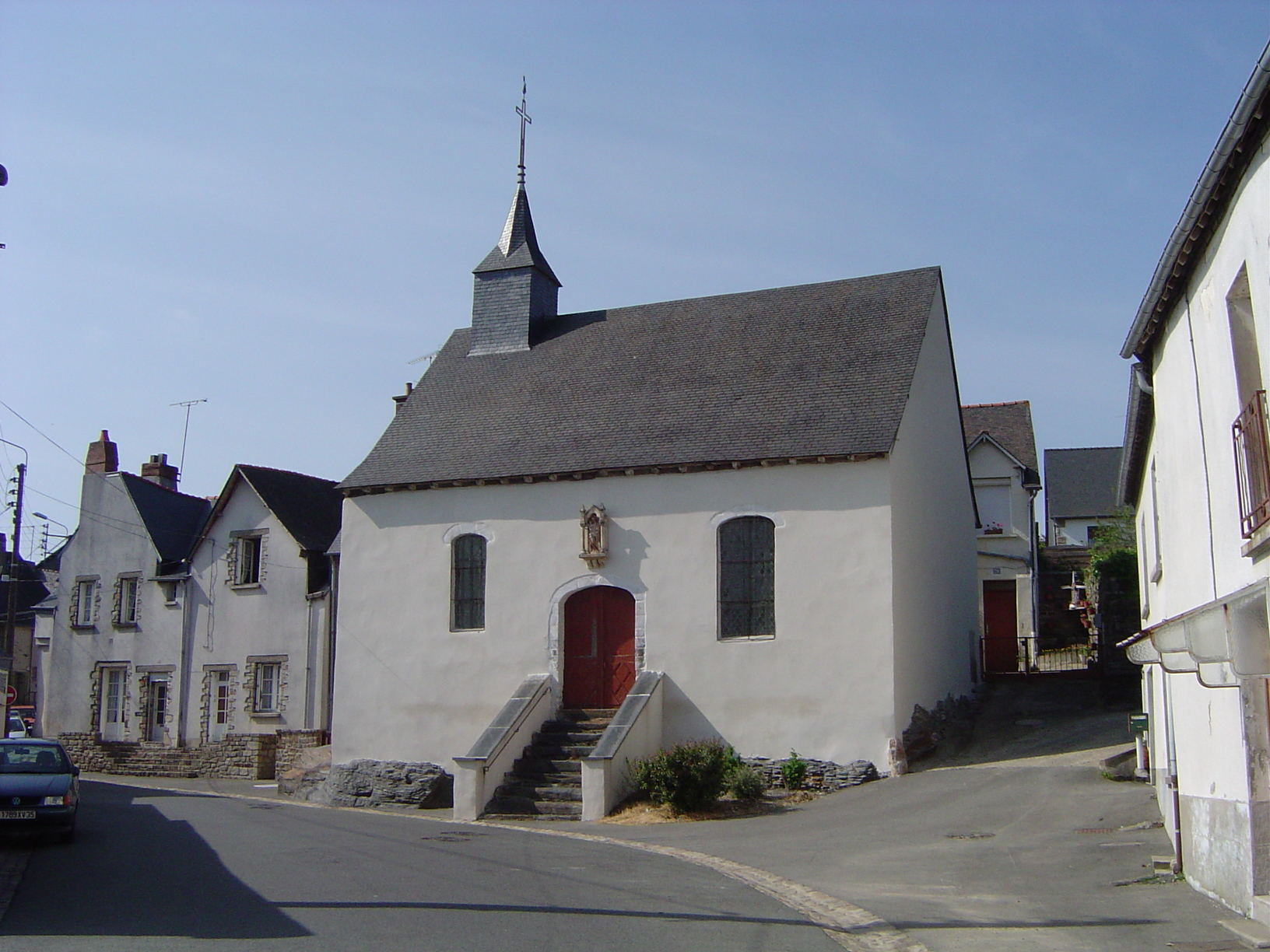
Capella des Trois-Marys